# Christus unser Friede (Dortmund)

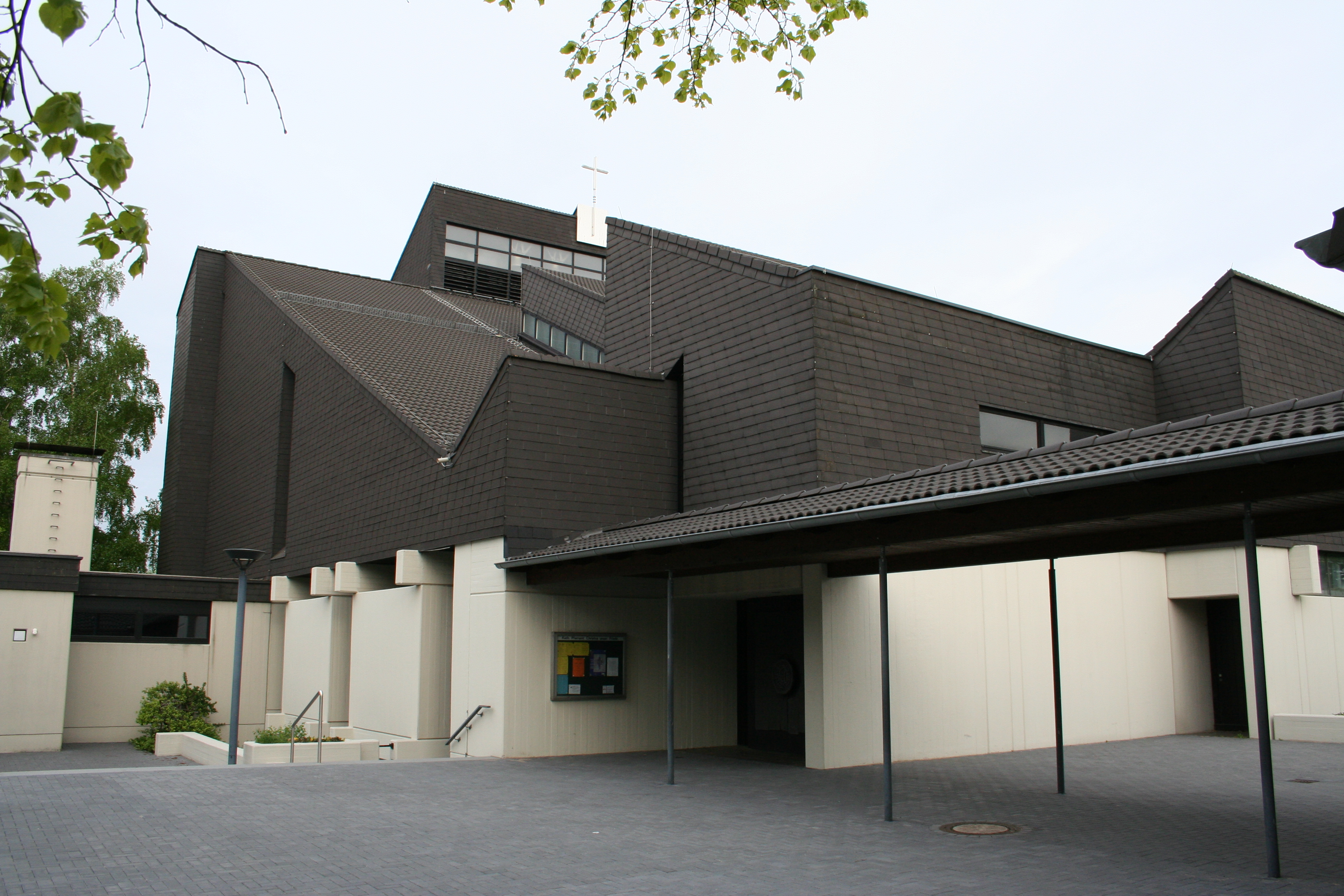
Christus unser Friede, Außenansicht

Die römisch-katholische Pfarrkirche Christus unser Friede befindet sich in Dortmund-Oespel an der Hedwigstraße.
Die Kirche, geplant vom Architekten Theo Schwill, wurde am 15. Mai 1971 durch den späteren Paderborner Erzbischof Johannes Joachim Degenhardt geweiht.
Die Kirche wurde in den Jahren 1991 (Altarraum) und 1996 (Kirchdach) renoviert. Dabei wurden der Altarraum mit einer Mauer abgegrenzt und eine neue Farbgestaltung geschaffen.
Neben der Kirche wurde 1996 ein Kindergarten neu erbaut. 2002 wurde das Gemeindezentrum als neues Gebäude erstellt.
In der Kirche befinden sich Kunstwerke des Künstlers Rudolf Krüger, wie die Osterleuchte, der Christus-Korpus und der Altar mit Ambo und der Kreuzweg aus Bronze.
Im Jahr 1985 wurde die neue Orgel der Firma Seifert eingebaut.
Die Kirche bildet zusammen mit den Kirchengemeinden St. Maria Magdalena in Lütgendortmund, Herz Jesu in Bövinghausen, Heilige Familie und St. Laurentius in Marten den Pastoralverbund Dortmunder Westen mit insgesamt ca. 14.000 Katholiken.